# Erismanthus
Erismanthus é um género botânico pertencente à família Euphorbiaceae.
Plantas encontradas desde a Malesia até China.

## Espécies
- Erismanthus indochinensis
- Erismanthus leembruggianus
- Erismanthus obliquus
- Erismanthus sinensis

## Nome e referências
Erismanthus Wall. ex Müll.Arg.